# Gymnosoma inornata
Gymnosoma inornata là một loài ruồi trong họ Tachinidae.